# East Middlebury
East Middlebury – jednostka osadnicza w Stanach Zjednoczonych, w stanie Vermont, w hrabstwie Addison.